# ستيفن سميث (رجل أعمال)
ستيفن سميث (بالإنجليزية: Steven Smith)‏ هو شخصية أعمال أمريكي، ولد في 29 مايو 1949، وتوفي في 23 مارس 2015.